# Niafunké Airport
Niafunké Airport är en flygplats i Mali.   Den ligger i regionen Mopti, i den centrala delen av landet, 600 km nordost om huvudstaden Bamako. Niafunké Airport ligger 265 meter över havet.
Terrängen runt Niafunké Airport är mycket platt. Runt Niafunké Airport är det ganska glesbefolkat, med 38 invånare per kvadratkilometer. Närmaste större samhälle är Niafunké, 2,7 km öster om Niafunké Airport. Trakten runt Niafunké Airport är ofruktbar med lite eller ingen växtlighet.